# 遠い接近
『遠い接近』（とおいせっきん）は、松本清張の長編推理小説。「黒の図説」第9話として『週刊朝日』に連載され（1971年8月6日号 - 1972年4月21日号）、1972年7月に光文社（カッパ・ノベルス）から刊行された。
1975年にテレビドラマ化された。

## 概要
旧日本軍における召集・軍隊生活や終戦後の闇市の様子を交えつつ、戦争で家族を失った者の悲しみと完全犯罪計画を描く推理長編。敗戦前後の約7年間を時代背景とし、戦中戦後の混乱を懸命に生き抜きながら、召集の人選が恣意的だったのではないかと疑い犯人を追う主人公を描く。30代で召集された清張自身が召集時に聞いた市役所兵事係の「ハンドウを回す」という軍隊用語をきっかけに着想した作品で、作者の経験が色濃く反映されている。

## あらすじ
1944年、33歳の色版画工の山尾信治のもとに突然召集令状が来た。身体検査に赴き、仕事が忙しく教育教練にあまり出席していなかったことを話すと、在郷軍人の一人から「ハンドウを回されたな」と言われる。佐倉第五十七聯隊第六中隊第二班に入隊後、私的制裁に遭った補充兵が同じ言葉を呟くのを聞いた山尾は、その意味が「仕返し・腹いせ・懲らしめ」であると気づき、中年の自分が召集され朝鮮半島に送られたのは教練に欠席がちだったことへの嫌がらせからだったのではないかと思い始める。しかし、山尾にそのような意思を働かせた者は、具体的には誰なのか? 軍隊生活を送りながら、山尾はひそかに調査を開始する。手段を尽くした探索の末、「犯人」を突きとめたと思った山尾。やがて終戦を迎える。帰国すると家族は原爆で全滅していた。

## 登場人物

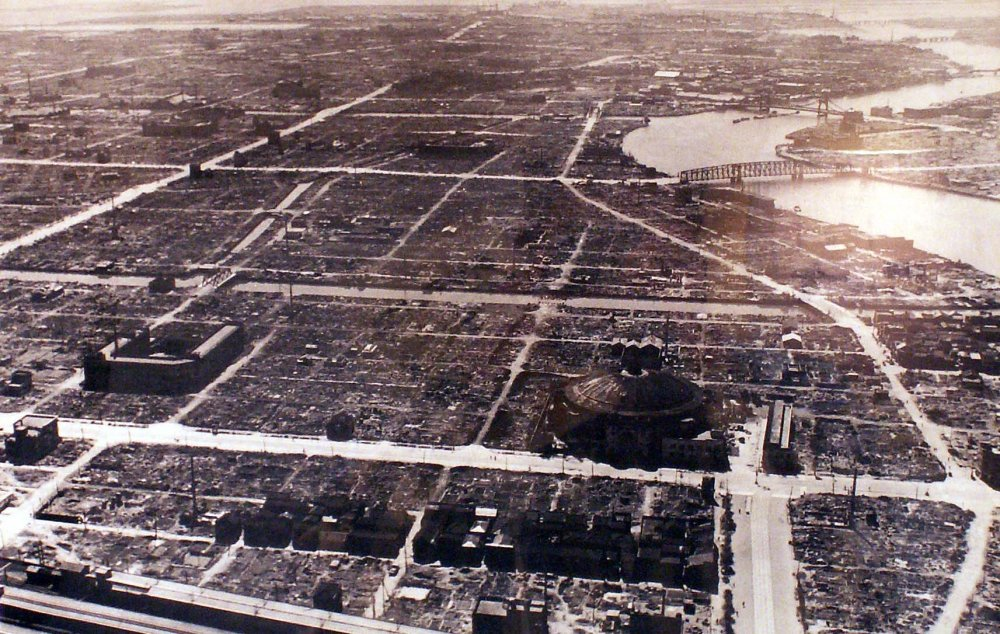
終戦直前の東京

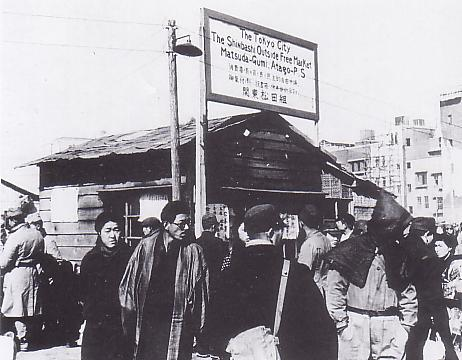
闇市（写真は新橋付近）

山尾信治
神田小川町在住の自営色版画工。妻と三人の子に加え、老いた両親を扶養する。
山尾良子
山尾の妻。人付き合いがうまく近所から好かれている。
山尾英太郎
山尾の父。広島に従弟の太一がいる。
白石
町内の酒屋。教育訓練の助教で予備陸軍伍長。
安川哲次
山尾と同じ班内の万年一等兵。召集兵苛めを鬱積の捌け口にしている。
山崎英夫
山尾と同じ班の銀行員。優等生的な振る舞い。
森田
龍山基地医務室内の軍医。法医学の本を所有する。
細井
上等兵で釜山市役所の吏員。
河島佐一郎
山尾の住む地域の区役所の兵事係長。妻は小学校の教員。
与田喜十郎
雑誌「真実界」編集長。

## テレビドラマ
「松本清張シリーズ・遠い接近」のタイトルで1975年10月18日20時 - 21時10分にNHK「土曜ドラマ」第1回として放映された。視聴率15.7％（ビデオリサーチ調べ、関東地区）。プラハ国際テレビ祭金賞受賞作品、第30回芸術祭優秀賞（ドラマの部）受賞作品。

### キャスト
山尾信治
演 - 小林桂樹
貧しいながらも一家で幸せに暮らしていたが、ある日召集令状を受け取り一兵卒として朝鮮へ赴く。戦後復員すると日本に残した家族は全滅していた。ふとしたことで召集令状が出されるからくりを知り、自分に令状を出した人物への復讐を計画する。
山尾良子
演 - 吉行和子
信治の妻。山尾が日本に残した家族。召集後、一家で広島に疎開する。
山尾の父
演 - 笠智衆
山尾の母
演 - 堀越節子
安川哲次
演 - 荒井注
古参兵。隊内で山尾をいびり抜き、復員後もしつこくつきまとう。
安川エミ子
演 - 伊佐山ひろ子
山崎二等兵
演 - 三宅康夫
中隊長
演 - 山本昌平
森田軍医
演 - 飯沼慧
細井上等兵
演 - 菅野忠彦
白石
演 - 高原駿雄
酒屋。
与田編集長
演 - 観世栄夫
小池
演 - 三上真一郎
土屋捜査課長
演 - 中条静夫
刑事。山尾の取り調べを担当する。
河島佐一郎
演 - 下元勉
山尾が住んでいた町の役場の職員。
河島の妻
演 - 初井言栄
金井の奥さん
演 - 平井道子
女
演 - 田坂都、鶴間エリ
木賃宿の人びと
演 - 新田勝江、金内喜久男、此島愛子
煙草売り
演 - 松本清張
闇市の洋モクを売っている。

### スタッフ
- 脚本 - 大野靖子
- 制作 - 近藤晋
- 音楽 - 眞鍋理一郎
- 美術 - 鯛正之輔
- 効果 - 高橋美紀
- 技術 - 杉村忠彦
- 中継 - 茶木勇
- 演出 - 和田勉
- 制作 - NHK

### 関連文献
- 日本放送作家組合（編）、1976年11月30日『テレビドラマ代表作選集 1976年版』日本放送作家組合。

| NHK 土曜ドラマ | NHK 土曜ドラマ                               | NHK 土曜ドラマ                               |
| 前番組         | 番組名                                       | 次番組                                       |
| -------------- | -------------------------------------------- | -------------------------------------------- |
| -              | 松本清張シリーズ 遠い接近 （1975年10月18日） | 松本清張シリーズ 中央流沙 （1975年10月25日） |